# Народная армия освобождения Анголы
Народная армия освобождения Анголы (порт. Exército Popular de Libertação de Angola, EPLA) — вооружённые силы ангольского антиколониального движения МПЛА в войне за независимость. Вели боевые действия против португальских колониальных войск, вступали в столкновения с ФНЛА/ЭЛНА и УНИТА/ФАЛА. Перед провозглашением независимости Анголы, преобразованы в регулярные войска ФАПЛА.

## Создание
4 февраля 1961 активисты антиколониального движения атаковали тюрьму и полицейский участок в Луанде — столице Португальской Анголы. Акция была быстро подавлена властями, но ознаменовала начало ангольской войны за независимость. Характер этой атаки до сих пор вызывает споры: некоторые авторитетные источники говорят о её спонтанности, об участии боевиков УПА. Однако ответственность взяло на себя марксистское движение МПЛА. Официальное заявление на этот счёт сделал президент МПЛА Марио Пинту де Андраде.
Тогдашние руководители МПЛА — Марио Пинту де Андраде, Вириату да Круш — в принципе не были сторонниками вооружённой борьбы за независимость. Но в 1962 президентом МПЛА стал Агостиньо Нето. Он и его сторонники занимали иную позицию. Началось интенсивное формирование партизанских отрядов. Военное крыло МПЛА получило название Народная армия освобождения Анголы (EPLA, ЭПЛА).
Верховным главнокомандующим ЭПЛА являлся Агостиньо Нето как политический руководитель МПЛА. Первым оперативным командующим стал Мануэл Лима — в недавнем прошлом первый в Анголе чернокожий офицер португальской армии. Его ближайшие помощники Антонио Африкано Нето и Жозе Родригеш Зека Феррейра также прошли португальскую военную службу. Первый состав ЭПЛА насчитывал немногим более двадцати человек (в том числе несколько женщин). Среди них были будущий президент Анголы Жозе Эдуарду душ Сантуш, будущий министр иностранных дел Педру ди Каштру Ван-Дунен, будущий министр госбезопасности и генеральный секретарь МПЛА Дину Матрос.
К концу 1962 ЭПЛА насчитывала около двухсот бойцов и располагала резервом из примерно ста человек. Декабрьская конференция МПЛА в Леопольдвиле подтвердила полномочия Нето как верховного главнокомандующего и назначила Мануэла Лиму начальником военного департамента, Энрике (Ико) Каррейру — начальником департамента безопасности. В июле 1963 Агостиньо Нето, Ико Каррейра, Лусио Лара безосновательно обвинили Вириату да Круша в коррупции и исключили из МПЛА. Он подвергся также физическому избиению и тюремному заключению. Мануэл Лима отказался «вставать на путь экстремистского насилия», подал в отставку, вышел из МПЛА и отбыл из Конго в Алжир. Новым командующим ЭПЛА был назначен Жозе Мендеш ди Карвалью, известный под прозвищем Ози Йя Хенда.

## Поддержка
Военную подготовку бойцы и командиры ЭПЛА проходили в Марокко, Алжире, Гане. В политической поддержке были активны также оказывали ОАР и Гвинея. Король Марокко Хасан II стоял на жёстко антикоммунистических позициях и впоследствии поддерживал Жонаша Савимби, но в начале 1960-х помогал МПЛА, рассчитывая расширить своё влияние в южной части Африки. Алжирский Фронт национального освобождения был идейно-политический близок МПЛА. Президент Ганы Кваме Нкрума и президент Гвинеи Ахмед Секу Туре позиционировались как деятели африканского социализма (в Аккре был проведён первый парад ЭПЛА).
Обучение велось в основном по алжирским и китайским методикам партизанской войны. Первое вооружение поступило от Алжира. Поначалу это было устаревшее немецкое оружие Второй мировой войне — винтовки Mauser 98k, пистолеты Parabellum, пистолет-пулемёты MP, пулемёты MG 42. Командование ЭПЛА первоначально базировалось в Леопольдвиле, но ухудшение отношений МПЛА с властями Конго-Леопольдвиля вынудило перенести штаб-квартиру в Браззавиль. Впоследствии основная военная база ЭПЛА расположилась в конголезском Долизи.
Марксистская идеология и сильное коммунистическое влияние в МПЛА позволили наладить тесные связи с государствами Советского блока, прежде всего с Кубой. Первоначально КПСС и Компартия Кубы относились к МПЛА/ЭПЛА с большими сомнениями — из-за иностранного базирования и сомнительного качества военной подготовки. Известен эпизод 1965, когда Фидель Кастро в Гаване предложил Агостиньо Нето разобрать и собрать пистолет Макарова — главнокомандующий ЭПЛА не решился, но ему помог полевой командир Мендеш ди Карвалью.
Для налаживания отношений с СССР и Кубой много сделал главный идеолог МПЛА Лусио Лара, состоявший в командовании ЭПЛА. Были организованы поставки советского вооружения — автоматов АК-47, гранатомётов РПГ-7, пулемётов ДШК, миномётов БМ. С начала 1970-х начали поступать артиллерийские установки, с 1974 — тяжёлая бронетехника. Основной канал поставок был налажен через Браззавиль — особенно в период правления Мариана Нгуаби в НР Конго. Другой канал обеспечивали власти НР Болгарии. Обучение командных кадров ЭПЛА проводилось в советском 165-м учебном центре по подготовке иностранных военнослужащих и чехословацкой Военной академии в Брно.

## Структура
По организационному замыслу, структура ЭПЛА включала Военный совет (высшее командование), генеральный штаб, военно-оперативные подразделения, органы безопасности, разведки и контрразведки, военную полицию, систему информации и пропаганды, финансовое управление, санитарную службу. В реальности многое определялось текущей ситуацией и позицией конкретных командиров. В целом ЭПЛА подчинялась Военно-политическому координационному комитету (CCPM) во главе с Агостиньо Нето.
Численность ЭПЛА в период войны за независимость колебалась от полутора до пяти тысяч, по максимальным оценкам — до десяти тысяч бойцов. В дисциплинарном уставе каждому бойцу вменялись в обязанность высокая идейность, готовность отдать жизнь в борьбе, неукоснительное выполнение приказов, уважительное отношение к населению, великодушие к побеждённому врагу, защита ангольской собственности (за исключением случаев уничтожения имущества в интересах борьбы), боевое товарищество и братство, личная порядочность (особо подчёркивалась щепетильность в денежных долгах), вежливое обращение. Эти пункты широко публиковались — Лусио Лара, изучив алжирский опыт, уделял большое внимание пропаганде («это революционная наука и революционное искусство… одно удачное изображение бывает эффективнее десяти речей»).
Первоначально ЭПЛА структурировалась партизанскими колоннами (esquadrão). Впоследствии были созданы шесть военно-политических округов: I — Заире, II — Кабинда, III — Мошико и Квандо-Кубанго, IV — Маланже и Луанда, V — Южная Кванза, Бенгела, Уамбо, Бие, VI — Уила и Мосамедиш. Впоследствии Луанда перешла в ведение I округа. Командующий I округом Ниту Алвиш претендовал на политическое лидерство в МПЛА.

## Действия
Первая боевая акция ЭПЛА была совершена в январе 1963: партизаны под командованием Лимы пробрались с конголезской территории в Кабинду и атаковали из засады португальский военный патруль. Крупного успеха добилась ЭПЛА в 1966: партизанская колонна «Камило Сьенфуэгос» под командованием Жакоба Каэтану, он же Monstro Imortal — Бессмертный Монстр с боями подступила к Луанде. Атаковать столицу, однако, не удалось — две другие наступавшие колонны были остановлены португальскими заслонами.
Впредь тактика ЭПЛА основывалась на рейдах из-за границы, нападениях на португальские объекты, скоротечных боестолкновениях. По возможности партизаны старались закрепиться на ангольской территории, создать свою контролируемую зону. Временами это удавалось на северо-западе и в прибрежных районах, где была возможность опереться на преобладание народности мбунду (этническая основа МПЛА). В 1966 Даниэл Чипенда, действуя с территории Замбии, организовал Восточный фронт в Мошико и Квандо-Кубанго. Эти регионы, населённые в основном крестьянами-овимбунду, не были подвержены влиянию МПЛА, в целом ориентированного на образованных горожан.
В 1968 при атаке на португальские казармы в Карипенде (Мошико) был убит Жозе Мендеш ди Карвалью. Командование ЭПЛА принял Ико Каррейра. Был подготовлен амбициозный «План Ико» — формирование полосы «освобождённых зон» партизанского контроля от анголо-замбийской границы на юго-востоке до Луанды на северо-западе. На рубеже 1960—1970-х ЭПЛА добилась некоторых успехов, но реализовать план не удалось. В 1972 португальские колониальные войска под командованием Франсишку да Кошта Гомиша (будущий президент Португалии) нанесли сильные контрудары. «Освобождённые зоны» вернулись под португальский контроль. Новую тактику предложил Сантана Петрофф развивать сети вооружённого подполья (в Луанде такой структурой руководил Жозе Ван Дунен) и координировать с партизанскими отрядами.

## Конфликты
Вооружённая борьба в Анголе была гораздо менее успешна, нежели в Мозамбике и особенно в Гвинее-Бисау. Одна из главных причин заключалась в расколе антиколониального движения. Наряду с прокоммунистическим МПЛА Агостиньо Нето войну за независимость вели консервативный ФНЛА Холдена Роберто (с 1961) и леворадикальный УНИТА Жонаша Савимби (с 1966). Столкновения МПЛА/ЭПЛА с вооружёнными силами ФНЛА — ЭЛНА и вооружёнными силами УНИТА — ФАЛА бывали столь же ожесточёнными, что и с португальцами. Генерал Кошта Гомиш умело играл на этих противоречиях, предлагая УНИТА сотрудничество против МПЛА и ФНЛА.
Важную роль играли и внутренние конфликты в МПЛА. Нето, Лара, Каррейра жёстко пресекали любые проявления инакомыслия и самостоятельной политики. Это определённо и в особенности относилось к ЭПЛА, которую Мануэл Лима характеризует как самую организованную структуру тогдашнего МПЛА. При Агостиньо Нето функционировали спецподразделения личной охраны и безопасности под командованием Луди Кисасунды, будущего основателя спецслужбы DISA. Этими силами было подавлено оппозиционное «Восточное восстание» Даниэла Чипенды, несколько командиров-овимбунду убиты. Существует мнение, что гибель Мендеша ди Карвалью, отправленного в заведомо безнадёжную атаку, являлась закамуфлированным устранением авторитетного и популярного командира.
Впоследствии эти противоречия вылились в Мятеж «фракционеров» 1977, в котором участвовали Ниту Алвиш, Жозе Ван Дунен, Жакоб Каэтану. Выступление было подавлено под руководством Нето, Лары, Каррейры, Кисасунды, жертвами репрессий стали десятки тысяч ангольцев.

## Преобразование
25 апреля 1974 португальская Революция гвоздик свергла авторитарный режим. Началась ускоренная деколонизация «заморских территорий», включая Анголу. 1 августа 1974 ЭПЛА была преобразована в регулярные вооружённые силы МПЛА — ФАПЛА. МПЛА, опираясь на ФАПЛА, летом 1975 установили контроль над Луандой.
11 ноября 1975 была провозглашена независимость НР Ангола под властью МПЛА во главе с Агостиньо Нето. ФАПЛА вели гражданскую войну с повстанцами УНИТА/ФАЛА. После преобразования НРА в Республику Ангола ФАПЛА, происходящие из ЭПЛА, стали основой вооружённых сил Анголы (ФАА).